# Исраэль, Франко
Франко Исраэль Вибмер (исп. Franco Israel Wibmer; родился 22 апреля 2000 года, Нуэва-Эльвесия, Уругвай) — уругвайский футболист, вратарь лиссабонского  «Спортинга» и сборной Уругвая.

## Клубная карьера
Франко Исраэль является воспитанником «Артесано» и «Насьоналя». После победы в молодёжном кубке Либертадорес за 2,2 миллион евро был приобретён «Ювентусом». За Ювентус до 23 лет дебютировал в матче против «Про Сесто». Свой первый сухарь сделал в матче против «Луккезе». Из-за перелома скулы и неизвестного повреждения пропустил 113 дней. Всего за клуб сыграл 59 матчей, где пропустил 63 мяча и сделал 15 сухарей.
5 июля 2022 года перешёл за 650 тысяч евро в «Спортинг (Лиссабон)». За клуб дебютировал в Лиге чемпионов в матче против «Марселя» после удаления Антонио Адана.

## Карьера в сборной
Вместе с молодёжными сборным Уругвая участвовал в чемпионате Южной Америки 2017 года до 17 лет, чемпионате ЮА в 2019 году до 20 лет и на чемпионате мира до 20 лет в том же году.

## Достижения
«Спортинг»
- Чемпион Португалии (2): 2023/24, 2024/25

«Насьональ» (до 20 лет)
- Победитель молодёжного кубка Либертадорес: 2018

Сборная Уругвая (до 20 лет)
- Серебряный призёр Южноамериканских игр: 2018